# Simon Phipps
Simon Phipps, född 3 juli 1956,[källa behövs] är en svensk dirigent av brittiskt ursprung. 
Simon Phipps är utbildad vid King's College i Cambridge och efter examen där studerade han sång och dirigering i London, München och Manchester. Phipps är sedan 1993 bosatt i Göteborg.
Under perioden 2001-2009 var han konstnärlig ledare för dåvarande Musik i Väst,[källa behövs] och är sedan 2003 konstnärlig ledare för Läckö Opera.
Han bildade kören Simon Phipps vokalensemble 1997, vilken 2007 bytte namn till Svenska kammarkören. Med sin kör vann han Grand Prix i körtävlingen Florilège Vocal i Tours i Frankrike 2007. Kören utsågs av Rikskonserter till Årets kör 2006. Vid sidan av ett antal inspelningar för Sveriges Radio P2 har kören spelat in flera skivor.
Simon Phipps är också dirigent för Västra Götalands ungdomssymfoniker, en orkester som tidigare bedrevs av Kultur i Väst men numera administreras av Göteborgs Symfoniker.

## Diskografi
- 2016 So Fair and Bright
- 2006 …och när snön faller vit
- 2006 Johannes Brahms, Geistlich und weltlich
- 2005 Francis Poulenc, Sacré et Profane
- 2003 Benjamin Britten, Sacred and Profane